# На ранних поездах
«На ранних поездах» — книга стихотворений Бориса Пастернака.
Издана впервые в 1943 году в Москве. Состоит из 4 циклов стихов:
- «Художник» (стихи, созданные в 1936 году)
- «Летние записки» (лето 1936 года)
- «Переделкино» (начало 1941 года)
- «Стихи о войне» (конец 1941 года)

Циклы «Художник» и «Летние записки» («Путевые записки») были опубликованы ранее в журналах «Знамя» и «Новый мир» и включали расширенные редакции нескольких стихотворений, содержащих обращения к Сталину и Октябрьской революции. Эти стихотворения были даны в «На ранних поездах» в сокращённом виде, а «Я понял: всё живо…», непосредственно адресованное Сталину, убрано из сборника. Стихотворения «На ранних поездах» (март 1941) и «Бобыль» (июль 1941) впервые напечатаны в «Красной Нови» (1941, № 9-10). Железнодорожные мотивы в лирике Пастернака, представленной в этом сборнике, открывают необычную грань его таланта.
Последние циклы сборника представляют новый стиль Пастернака, выработанный им начиная с 1940-х годов. Стиль, исходящий из представления о высокой ответственности художника за представляемый им народ и время, переосмысление отношений с природой и ощущение себя, как её части.
В сборнике присутствуют обращения к грузинским поэтам — друзьям Пастернака — Тициану Табидзе и Паоло Яшвили. Табидзе был репрессирован в 1937 году, а Яшвили тогда же застрелился, обоснованно ожидая ареста.
Цикл о войне включает посвящение памяти Марины Цветаевой. Поводом послужила не только трагическая кончина Цветаевой, но и переживания Пастернака в связи с тем, что в свой смертный час она не оставила Борису Леонидовичу, с которым её связывала долгая дружба, никакой записки («В молчаньи твоего ухода / Упрёк невысказанный есть»), хотя написала записку несравненно менее значимому в её жизни поэту Николаю Асееву.